# Agha Shahi

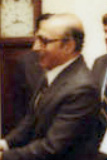
Agha Shahi

Agha Shahi (* 25. August 1920 in Bangalore; † 6. September 2006 in Islamabad) war ein pakistanischer Diplomat und Politiker. Seine diplomatische Karriere begann 1951. Zwischen 1967 und 1972 vertrat er sein Land als Botschafter bei den Vereinten Nationen in New York; sein Nachfolger wurde Iqbal Ahmed Akhund. Von 1977 bis 1982 war er unter Mohammed Zia ul-Haq Außenminister.
Shahi starb im September 2006 im Pakistan Institute of Medical Sciences an einem Herzinfarkt.